# Murzynowo (województwo lubuskie)
Murzynowo (niem. Morrn) – wieś w Polsce położona w województwie lubuskim, w powiecie międzyrzeckim, w gminie Skwierzyna.
W latach 1975–1998 miejscowość administracyjnie należała do województwa gorzowskiego.

## Położenie
Duża wieś obok prawego brzegu rzeki Warty, ok. 6 km na północny wschód od Skwierzyny, przy drodze do Drezdenka. Murzynowo leży na zachodnim krańcu Puszczy Noteckiej.

## Nazwa
Miejscowość notowana jest od średniowiecza. Pierwsze wzmianki o osadzie pochodzą z połowy XIII wieku, gdy wymieniane jest Morno, kolejno: 1251 Morno, Mornen oraz po łacinie Mornensis villa, 1316 Mornowe, 1359 Mornow, 1508 Murzinowo, 1559 Murzynowo, 1564/65 Murzinow . Nazwa pochodzi prawdopodobnie od słowa mory – dreszcze.

## Historia
W 1316 miejscowość leżała w Nowej Marchii. W XV w. podzielona została na 2 części pomiędzy Polskę i Nową Marchię. Murzynowo było wsią królewską w starostwie międzyrzeckim . W 1393 Władysław Jagiełło oddał je w zastaw Nałęczom z Nowego Dworu. Przez kilkaset lat, do II rozbioru Polski przez środek Murzynowa przebiegała granica polsko-brandenburska. Powodowało to liczne przygraniczne spory, które często kończyły się lokalnymi utarczkami.
W 1564 dokumenty podatkowe odnotowały pobór z Murzynowa od 16 rybaków i 2 karczm. W latach 1564/65 w dochodach zamku w Międzyrzeczu wymienione jest Murzynowo, a w nim 15. kmieci nazwanych w dokumentach „rzecznikami” (czyli rybakami) posiadających role i dzierżących rzekę Wartę. Płacili oni po 4,5 gr czynszu oraz dawali zamkowi 2 dzikie kaczki, 8 jaj i 2 ryby wartości 1 groszy. Na wezwanie zobowiązani byli do pieszej roboty przy łowieniu ryb oraz na polowaniach. Jeden z tych kmieci szynkował piwo od czego płacił 24 gr czynszu. 17 lokalnych zagrodników płaciło po 3 gr czynszu i zobowiązani byli do „pieszej roboty”. We wsi pracowało 3 kołodziejów płacących po 2 florenów za prawo wyrębu drzewa. Miejscowy sołtys zobowiązany był do posług na rzecz zamku. Karczmarz murzynowski dostarczał również 1 kłodę piwa w czasie sianokosów dworskich łąk. Na zamek międzyrzecki mieszkańcy dostarczali także 1,5 beczki miodu oraz kopę ryb. Suma danin na rzecz zamku międzyrzeckiego wynosiła 18 florenów, 14 gr, 10,5 denara .
Pierwszy kościół w Murzynowie ufundował w 1774 r. ostatni starosta międzyrzecki, kasztelan krakowski, książę Antoni Jabłonowski. Współczesna świątynia pochodzi z 1837 r. W XIX w. powstała tu duża cegielnia, pałac i folwark. W 1935 r. wybudowano linię kolejową ze Skwierzyny do Starych Bielic. W czasie II wojny światowej istniał tu obóz pracy przymusowej. Po 1945 r. cegielnię upaństwowiono, w pałacu urządzono szkołę, a na terenie folwarku powstał PGR. Po 1990 zlikwidowano PGR, cegielnię i rozebrano linię kolejową.
Cegielnia została sprywatyzowana i przejęta przez firmę Budinstal, działała jeszcze w 2001 roku.

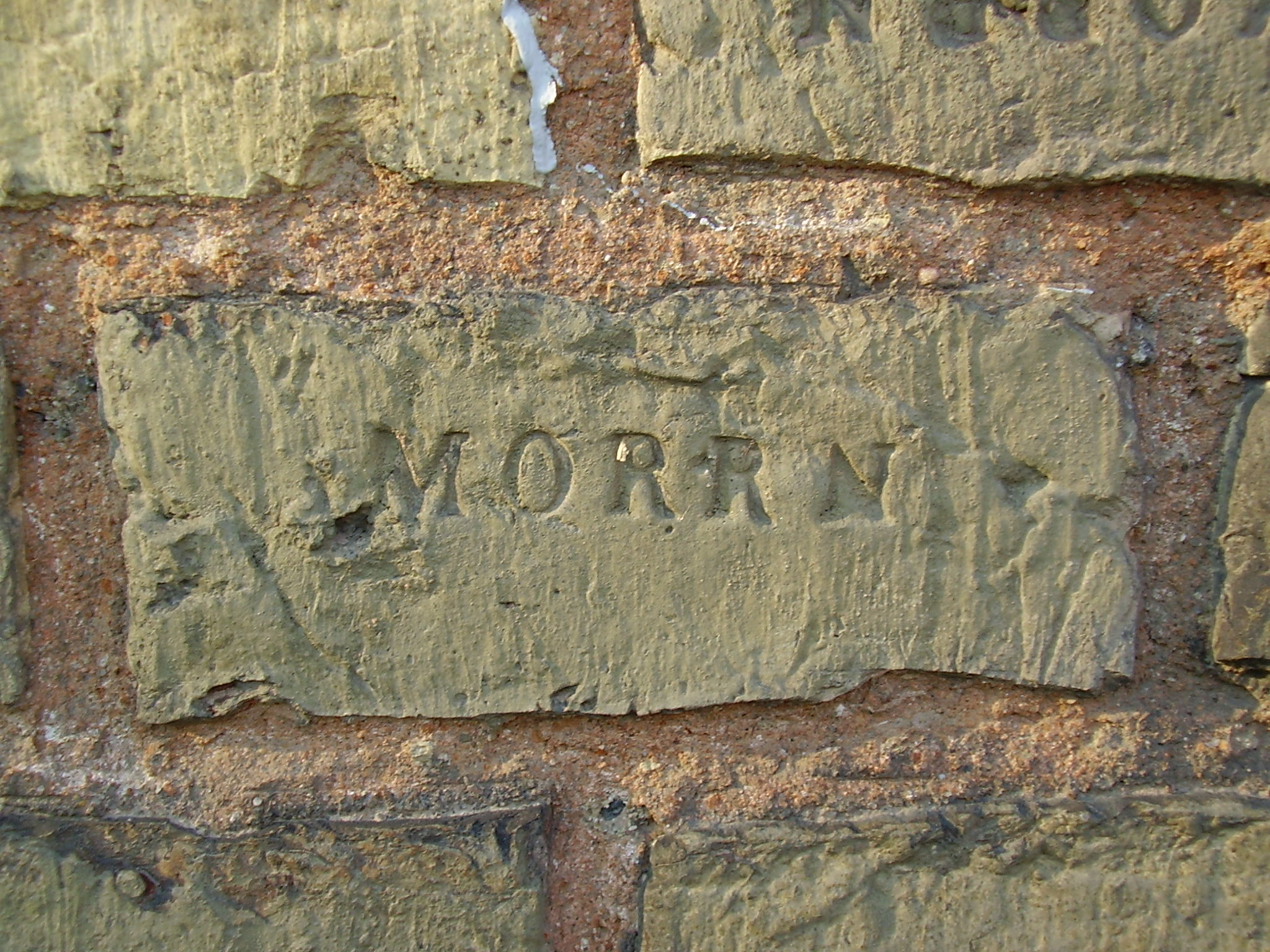
Stempel cegielni z Murzynowa na Bastionie II Fortu Winiary Twierdzy Poznań
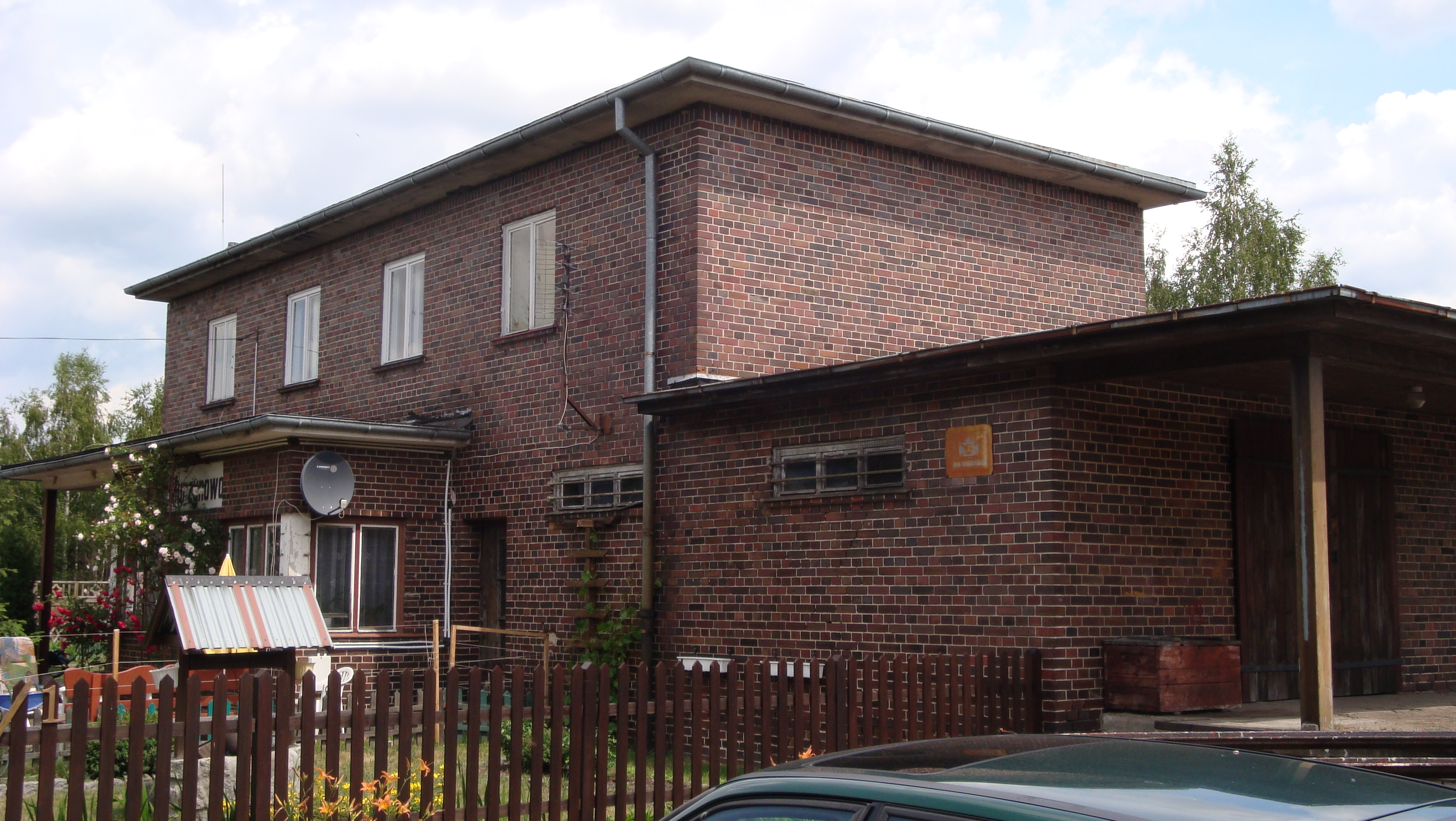
Przystanek kolejowy w Murzynowie

## Zabytki
Do wojewódzkiego rejestru zabytków wpisany jest:
- kościół Niepokalanego Serca Najświętszej Maryi Panny, w stylu arkadowym, poewangelicki, obecnie rzymskokatolicki, filialny, z 1837, powiększony w 1883 o wieżę i absydę

inne zabytki:
- neoklasycystyczny pałac z początku XIX w., obecnie szkoła
- zabudowania folwarczne z XIX w. – gorzelnia, spichlerz, dwie oficyny
- park o powierzchni ok. 6 ha z dwoma stawami i starodrzewem (platany, dęby)
- we wsi zachowała się częściowo stara zabudowa z przełomu XIX/XX w.

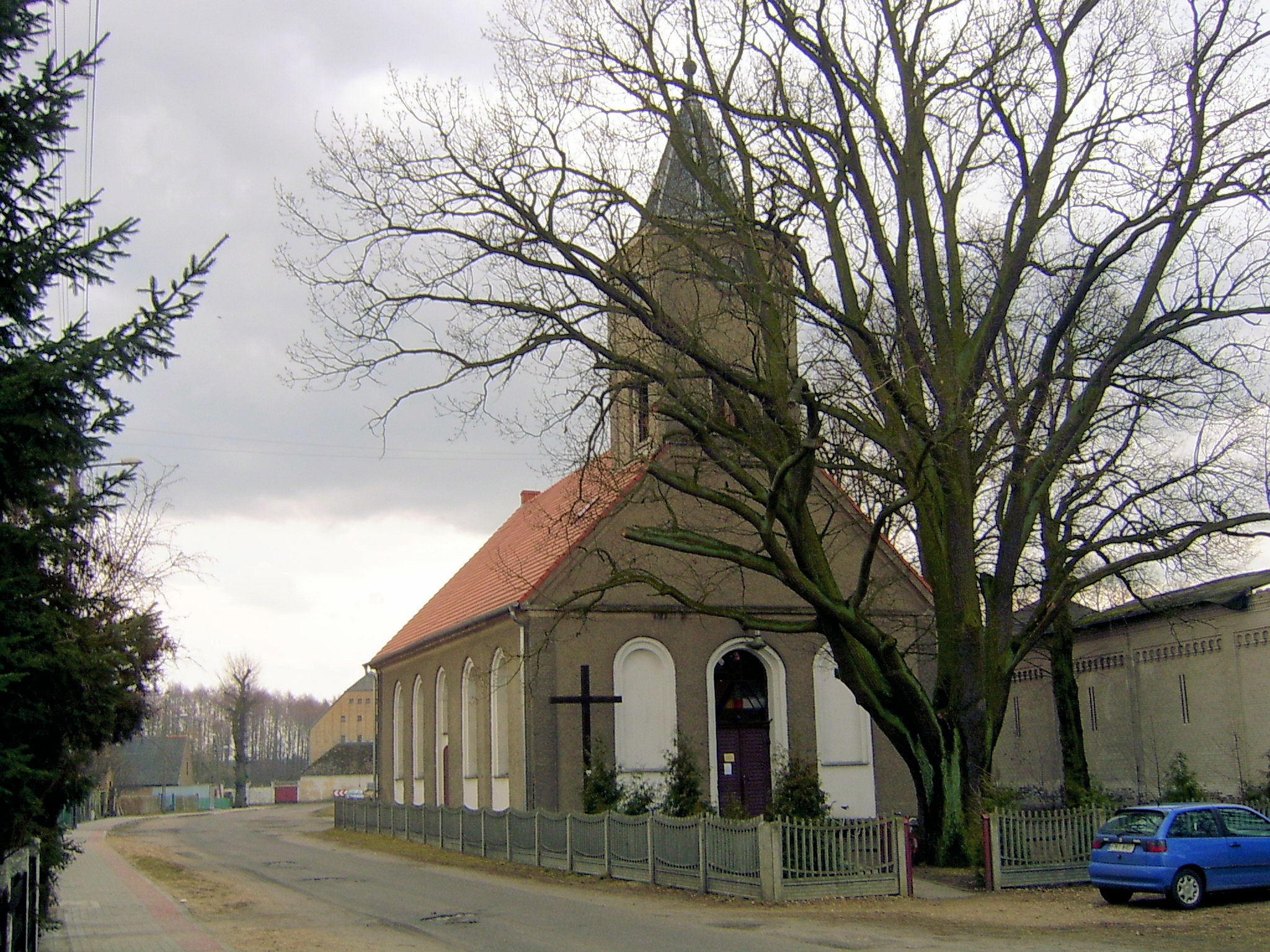
Kościół pw. Niepokalanego Serca Marii
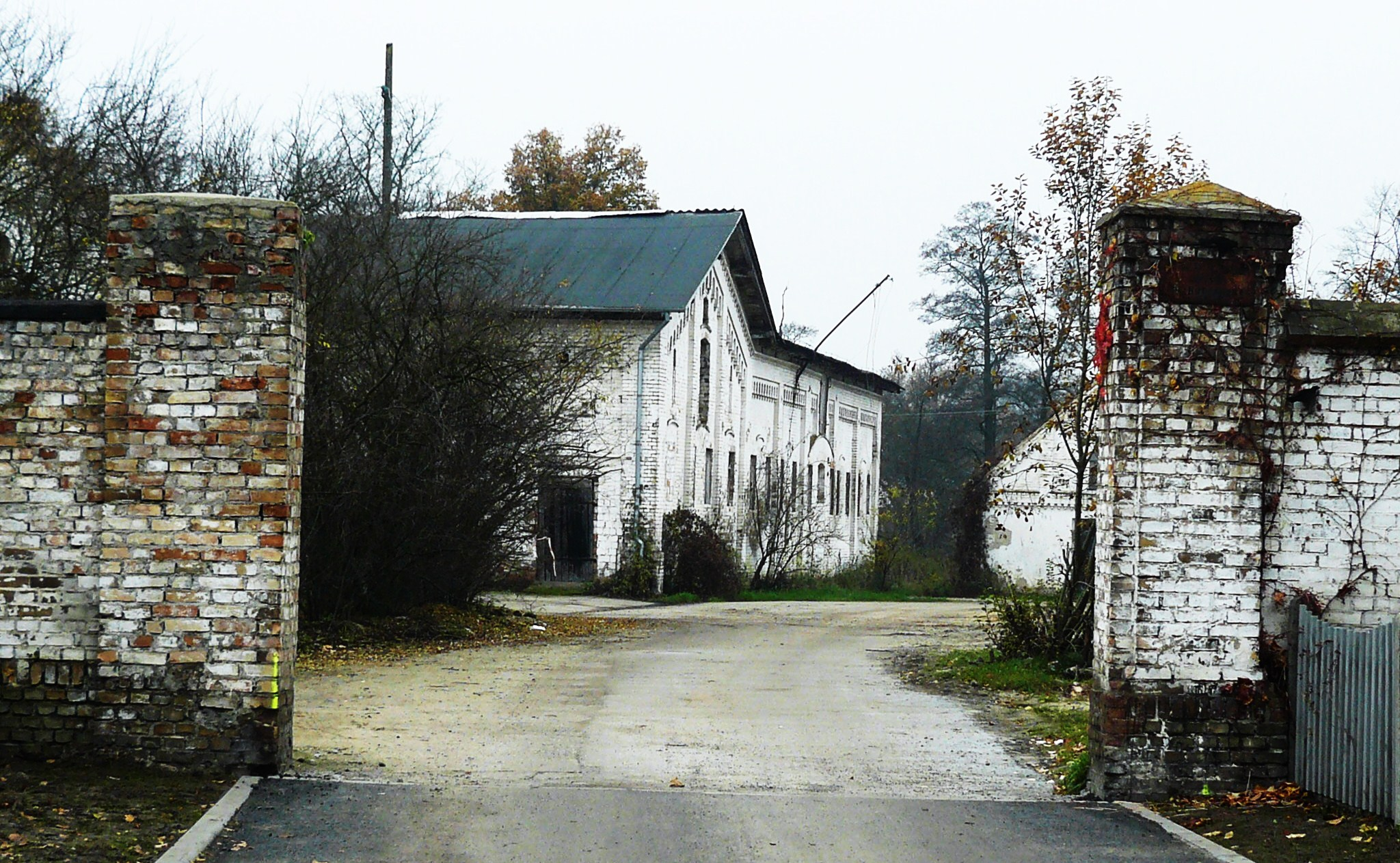
Folwark